# Дорофеевка (Тернопольская область)
Дорофеевка (укр. Дорофіївка) — село в Подволочисской поселковой общине Тернопольского района Тернопольской области Украины.
До 2020 года входило в Подволочисский район.
Население по переписи 2001 года составляло 480 человек. Почтовый индекс — 47805. Телефонный код — 3543.